# Hóquei no gelo nos Jogos Olímpicos de Inverno da Juventude de 2016
As competições de hóquei no gelo nos Jogos Olímpicos de Inverno da Juventude de 2016 foram disputadas no Kristins Hall e no Youth Hall em Lillehammer, na Noruega, entre os dias 12 e 20 de fevereiro. Como na edição anterior, contou com os torneios masculino e feminino, além de um desafio de habilidades com distribuição de medalhas em cada gênero.

## Calendário
| Fevereiro      | 12 | 13 | 14 | 15 | 16 | 17 | 18 | 19 | 20 | 21 |
| -------------- | -- | -- | -- | -- | -- | -- | -- | -- | -- | -- |
| Hóquei no gelo |    |    |    |    | 1  |    | 1  |    | 2  |    |

|  | Dia de competição |  | Dia de final |

## Qualificação
Foram 10 equipes no total (cinco por gênero), com 17 jogadores cada. O país-sede (Noruega) teve direito a uma equipe no torneio feminino e outra no torneio masculino. As outras oito equipes se classificaram pelo ranking mundial júnior divulgado após os Mundiais Sub-18 de Hóquei no Gelo de cada gênero.
Para o desafio de habilidades, a Noruega teve um competidor em cada gênero. Os outros competidores foram determinados por campeonatos nacionais de alguns países classificados anteriormente e por meio de um Campeonato Internacional de Habilidades da Federação Internacional de Hóquei no Gelo (IIHF), em julho de 2015.

### Torneio
| Masculino - CAN Canadá - USA Estados Unidos - FIN Finlândia - NOR Noruega - RUS Rússia | Feminino - SVK Eslováquia - NOR Noruega - CZE Chéquia - SWE Suécia - SUI Suíça |

### Desafio de habilidades
Os seguintes Comitês Olímpicos Nacionais se classificaram:
| Evento        | Masculino | Feminino |
| ------------- | --- | --- |
| País-sede     | NOR Noruega | NOR Noruega |
| Classificados | GER Alemanha SVK Eslováquia AUT Áustria FRA França FIN Finlândia HUN Hungria CAN Canadá BLR Bielorrússia AUS Austrália LTU Lituânia NED Países Baixos TPE Taipé Chinês JPN Japão ROU Romênia NZL Nova Zelândia | JPN Japão AUS Austrália DEN Dinamarca GER Alemanha ITA Itália AUT Áustria KOR Coreia do Sul FIN Finlândia BEL Bélgica SVK Eslováquia NED Países Baixos BLR Bielorrússia GBR Grã-Bretanha POL Polônia ROU Romênia |
| Total         | 16 | 16 |

## Medalhistas
Masculino
| Evento                          | Ouro                         | Prata                            | Bronze                    |
| ------------------------------- | ---------------------------- | -------------------------------- | ------------------------- |
| Torneio detalhes                | USA Estados Unidos           | CAN Canadá                       | RUS Rússia                |
| Desafio de habilidades detalhes | Eduard Casaneanu ROU Romênia | Sebastián Čederle SVK Eslováquia | Erik Betzold GER Alemanha |

Feminino
| Evento                          | Ouro                    | Prata                   | Bronze                        |
| ------------------------------- | ----------------------- | ----------------------- | ----------------------------- |
| Torneio detalhes                | SWE Suécia              | CZE Chéquia             | SUI Suíça                     |
| Desafio de habilidades detalhes | Sena Takenaka JPN Japão | Anita Muraro ITA Itália | Theresa Schafzahl AUT Áustria |

## Quadro de medalhas
| Ordem | País               | Medalha de ouro | Medalha de prata | Medalha de bronze |    |
| ----- | ------------------ | --------------- | ---------------- | ----------------- | -- |
| 1     | JPN Japão          | 1               |                  |                   | 1  |
|       | ROU Romênia        | 1               |                  |                   | 1  |
|       | SWE Suécia         | 1               |                  |                   | 1  |
|       | USA Estados Unidos | 1               |                  |                   | 1  |
| 5     | CAN Canadá         |                 | 1                |                   | 1  |
|       | CZE Chéquia        |                 | 1                |                   | 1  |
|       | ITA Itália         |                 | 1                |                   | 1  |
|       | SVK Eslováquia     |                 | 1                |                   | 1  |
| 9     | AUT Áustria        |                 |                  | 1                 | 1  |
|       | GER Alemanha       |                 |                  | 1                 | 1  |
|       | RUS Rússia         |                 |                  | 1                 | 1  |
|       | SUI Suíça          |                 |                  | 1                 | 1  |
| TOTAL | TOTAL              | 4               | 4                | 4                 | 12 |